# Серпухов (малий ракетний корабель)
Серпухов — малий ракетний корабель проєкту 21631 Буян-М, п'ятий корабель серії.

## Історія

### Будівництво
У тендері на будівництво кораблів проєкту 21631 брало участь дев'ять суднобудівних підприємств. Тендер було виграно Зеленодольським ССЗ (Татарстан, Росія) 17 травня 2010 року, а вже 28 травня було підписано контракт на будівництво кораблів цієї серії.
Корабель «Серпухов» було закладено 25 січня 2013 року, він став п'ятим кораблем цього проєкту.
Корабель названо на честь міста Серпухов.
3 квітня 2015 року корабель було спущено на воду.
18 листопада 2015 року прибув у пункт базування Чорноморського флоту - місто Севастополь.
12 грудня 2015 року на кораблі було піднято Андріївський прапор, і корабель офіційно увійшов до складу 41-ї бригади ракетних катерів Чорноморського флоту .

### Бойова служба
18 листопада 2015 року корабель прибув до пункту базування Чорноморського флоту — міста Севастополь.
12 грудня 2015 року на кораблі було піднято Андріївський прапор, і корабель офіційно увійшов до складу 41-ої бригади ракетних катерів Чорноморського флоту.

### Російсько-українська війна
У квітні 2024 року корабель був виведений з ладу в Балтійському морі в Балтійську Калінінградської області в ході спецоперації ГУР МО України «Рибалка». Корабель отримав суттєві пошкодження та був відправлений на ремонт. Згодом стало відомо, що 2023 року до легіону «Свобода Росії» долучився росіянин Олександр з позивним «Гога», противник путінського режиму. Він вийшов на зв'язок із ЗСУ, коли був військовослужбовцем Балтійського флоту РФ із допуском до держтаємниці. Довгий час він передавав Україні важливу інформацію, а коли подальша робота стала загрозливою, була проведена диверсія на кораблі. Внаслідок цього, вдалося зруйнувати приміщення корабля та знищити засоби зв'язку та автоматизації. Корабель зазнав суттєвих ушкоджень та потребує тривалого і дорогого ремонту. Це був один із найсучасніших ракетних катерів в флоту РФ.

## Командири
- Капітан 3 рангу Люшин Петро Олегович (2015—2018)
- Капітан 3 рангу Капеті Богдан Валерійович (2018—2022)
- Капітан 2 рангу Борисенко Сергій Сергійович (2022 — 2024)
- Капітан 3 рангу Капеті Богдан Валерійович (2024- н.в.)